# Rosa Monge
Rosa Monge (Zaragoza, 1984) es una ingeniera industrial española, emprendedora en el ámbito de la bioingeniería y fundadora de la empresa Beonchip.

## Trayectoria
Monge es doctora en Ingeniería Mecánica por la Universidad de Zaragoza. Obtuvo el título de ingeniera industrial en 2010 y un máster en mecánica aplicada en 2011. Su tesis doctoral se basó en el desarrollo y aplicación de microtecnologías para el diseño y la fabricación de dispositivos microfluídicos para el cultivo celular en un ambiente biomimético. Esta tecnología se denomina como "organ-on-chip" y permite reproducir un modelo in vitro de la función de un órgano, lo que abre nuevas posibilidades para el estudio de fármacos, toxicología e industria cosmética. En 2021, Monge amplió sus estudios obteniendo un MBA por ESIC.
Monge es fundadora de la startup Beonchip, constituida en 2016 y spin-off de la Universidad de Zaragoza, y se dedica al diseño, fabricación y comercialización de dispositivos microfluídicos dedicados al cultivo celular y organ-on-chip.
El Instituto de Investigación en Ingeniería de Aragón (I3A) de la Universidad de Zaragoza, el Instituto de Investigación Sanitaria Aragón (IIS Aragón) y la empresa spin-off BEonChip, forman parte del proyecto europeo Moore4Medical, van a tratar de avanzar en los modelos en el laboratorio para que reproduzcan mejor lo que realmente ocurre en los pacientes. Esta tecnología se está consolidando en todo el mundo como una alternativa eficaz a la experimentación animal y al cultivo tradicional en placas de Petri. Además, se espera que reduzca significativamente los costes de los medicamentos al disminuir los falsos positivos, que conllevan un sobrecoste en tiempo y dinero en el desarrollo de nuevos fármacos. Desde Beonchip recrearán, a través del organ-on-chip, el ambiente biomimético para la piel y estos modelos que se desarrollen serán validados biológicamente por los investigadores del I3A y del IIS Aragón. Es un paso más para evitar la experimentación animal, prohibida ya en la investigación de cosméticos.

## Premios y reconocimientos
- En 2017 fue reconocida por la revista MIT Technology Review como «uno de los diez mejores talentos de menos de 35 años de España», premio otorgado por su trayectoria emprendedora y científica.[6]
- Por el trabajo de investigación sobre estos dispositivos también ha recibido, en 2017, el Premio Tercer Milenio en la categoría Joven Talento Investigador.[7][8]
- En 2019 recibió el premio Tercer Milenio en la categoría Transferencia Universidad - Empresa. Estos premios tienen como objetivo reconocer la labor de quienes investigan, innovan y divulgan la ciencia y la tecnología en Aragón.[9]
- En 2021 fue galardonada con el VIII Premio Mujeres a Seguir, en la categoría de Tecnología.[10]
- En 2022 compartió el premio Impulsa al liderazgo femenino, con Susana Alejandro, galardón convocado por CEOE Aragón, Caixa Bank y Directivas.[11]